# 福井女子短期大学
福井女子短期大学（ふくいじょしたんきだいがく）は、福井県福井市学園町20　に本部を置いていた日本の私立大学である。1963年に設置され、1978年に廃止された。大学の略称は福女短。

## 概要

### 大学全体
- 福井県福井市に所在した日本の私立短期大学で、設置主体は学校法人金井学園[5]。
- 1963年に工科系1学科で入学定員80名からなる福井短期大学として設置されたことにはじまる[6]。
- 1964年に学科2つ増設され、最大3学科体制となるが、工科系2学科が1965年より福井工業大学工学部に譲渡されたため、女子を対象とした家政科のみの単科短大となる[7]。
- 1975年度の入学生を最後に[注釈 3]、1978年をもって短期大学としての使命を終える[8]。

### 建学の精神（校訓・理念・学是）
- 福井女子短期大学における建学の精神:悠久なる日本民族の歴史と伝統とに根ざした愛国心を培い、節義を重んずる人格の形成、科学技術の研究に努め、もって人類社会の福祉に貢献すること[9]。

### 教育および研究
- 家政学をベースとした専門教育が行われていた。同時に、栄養士の養成を執り行っていた[9]。

### 学風および特色
- 福井県で最初に設置された短期大学である。

### 当時実施されていた入学試験について
- 国語・社会・面接が課されていた。なお、｢社会｣科目は日本史・地理から選択することになっていた[9]。

## 沿革
- 1950年
  - 4月 北陸電気学校が創設される[10]。
- 1959年
  - 3月23日 学校法人金井学園の設置が認可される[11]。
- 1963年
  - 1月21日 左記を以て文部省[注 1]より短期大学の設置が認可される[12]。
  - 4月1日 福井短期大学（ふくいたんきだいがく）が以下の学科体制にて開学する。
    - 電気科 [注 3]
- 1964年
  - 4月1日 以下の学科を増設する[14]。
    - 機械科 在籍者数 男19[15]/定員 40[16]
    - 家政科 在籍者数 女16[15]/定員 50[16]

  - 同 電気科の入学定員80→40に減員[14][注 5]
- 1965年
  - 4月1日 福井女子短期大学と改称[3][17]。
- 1966年
  - 4月1日 左記を以て家政科を以下の通り専攻分離する[18]。
    - 家政専攻 入学定員20
    - 食物栄養専攻 入学定員30
- 1967年
  - 3月31日 以下の学科を廃止とする[19]。
    - 機械科[注 6]
    - 電気科[注 7]
- 1967年
  - 4月1日 家政科[注 8]に服飾専攻[注 9]が増設される。それに伴い、各専攻の入学定員を以下の通り変更する[19]。
    - 家政専攻 入学定員20→10
- 1968年
  - 4月1日 家政科の各専攻の入学定員を以下の通り変更する[22][注 10]。
    - 家政専攻 10→20
    - 服飾専攻 10→20
    - 食物栄養専攻 30→80
- 1975年
  - 4月1日 本年度をもって学生募集を終了とする[注釈 3][注 11]。
- 1978年
  - 8月21日 左記を以て正式に廃止[8][注 12]。

## 基礎データ

### 所在地
- 福井県福井市学園町20[注釈 1][2]

### 象徴
- 福井女子短期大学のカレッジマークは篆刻化された縦文字の「大学」の中央部に「女子大学」を意味する「女」の文字が記されたものとなっていた[9]。
- 福井女子短期大学の校歌は大久保道舟が作詞、渡辺今朝が作曲したものとなっていた[10]。

## 教育および研究

### 組織

#### 学科
- 機械科 入学定員 40[注釈 4]
- 電気科 入学定員 40[注釈 5]
- 家政科　
  - 家政専攻 入学定員 20[注釈 5]
  - 食物栄養専攻 入学定員 80[注釈 5]
  - 服飾専攻 入学定員 20[注釈 5]

#### 専攻科
- なし

#### 別科
- なし

#### 取得資格について
資格
- 栄養士資格：家政科食物栄養専攻にて設置されていたが、栄養士コースに所属する必要があった[9]。

教職課程
- 中学校教諭二級免許状が設置されていた。
  - 家庭[9]
    - 家政科
      - 家政専攻
      - 服飾専攻
      - 食物栄養専攻

  - 技術[28]

## 大学関係者と組織

### 大学関係者一覧

#### 大学関係者
歴代学長
- 熊谷太三郎[注 13]
- 吉川文次
- 野村利生

### 寮
- 指定寮があった[9]。

## 対外関係

### 系列校
- 福井工業大学
- 福井工業大学附属福井高等学校
- 栄養士養成施設